# NGC 6878
NGC 6878 é uma galáxia espiral barrada (SBb) localizada na direcção da constelação de Sagittarius. Possui uma declinação de -44° 31' 36" e uma ascensão recta de 20 horas, 13 minutos e 53,2 segundos.
A galáxia NGC 6878 foi descoberta em 27 de Julho de 1834 por John Herschel.